# Sinupetraliella formidabilis
Sinupetraliella formidabilis is een mosdiertjessoort uit de familie van de Petraliidae. De wetenschappelijke naam van de soort is voor het eerst geldig gepubliceerd in 2000 door Moyano.